# Эфраим, Молли
Мо́лли Э́фраим (англ. Molly Ephraim; род. 22 мая 1986) — американская актриса.

## Биография
Эфраим родилась и выросла в Филадельфии, штат Пенсильвания, и будучи ребёнком начала свою карьеру на местной театральной сцене. В 2002 году она дебютировала на Бродвее, в мюзикле «В лес». В 2008 году она окончила Принстонский университет, после чего начала свою карьеру на телевидении, появляясь в «Закон и порядок» и «Дорогой доктор».
Эфраим наиболее известна благодаря роли одной из дочерей в ситкоме ABC «Последний настоящий мужчина», где она снималась с 2011 по 2017 год. На большом экране она сыграла основную роль в «Паранормальное явление 2» в 2010 году, а также появилась с камео в «Паранормальное явление: Метка Дьявола» (2014).

## Фильмография
| Год  | Название на русском                   | Название на английском               | Роль        | Примечания             |
| ---- | ------------------------------------- | ------------------------------------ | ----------- | ---------------------- |
| 2008 | Папина дочка                          | College Road Trip                    | Венди       |                        |
| 2010 | Паранормальное явление 2              | Paranormal Activity 2                | Эли Рей     |                        |
| 2012 | Атака сном                            | Sleep Attack                         | Клэр        | Короткометражный фильм |
| 2014 | Паранормальное явление: Метка Дьявола | Paranormal Activity: The Marked Ones | Эли Рей     |                        |
| 2014 | Соус                                  | Gravy                                | Крикет      |                        |
| 2019 | Как не стать президентом              | The Front Runner                     | Ирене Келли |                        |

| Год       | Название на русском         | Название на английском | Роль             | Примечания                                   |
| --------- | --------------------------- | ---------------------- | ---------------- | -------------------------------------------- |
| 2003      | Дом Хетчей                  | Hench at Home          | Элли Хетч        | Пилот                                        |
| 2008      | Закон и порядок             | Law & Order            | Энн Мари         | Эпизод: «Tango»                              |
| 2009      | Дорогой доктор              | Royal Pains            | Бет Сэмюэлс      | Эпизод: «It’s Like Jamais Vu All Over Again» |
| 2010      | Чудесные Мэладис            | The Wonderful Maladys  | Эмо              | Пилот                                        |
| 2011—2017 | Последний настоящий мужчина | Last Man Standing      | Мэнди Бакстер    | Регулярная роль                              |
| 2022      | Анджелин                    | Angelyne               | Кэтрин Зальцберг | Мини-сериал                                  |